# Ахмад бин Ибрагим
Ахмад бин Ибрагим (17 мая 1927, Пинанг — 21 августа 1962, Сингапур) — сингапурский политический, общественный и государственный деятель.

## Биография
Малайского происхождения. Получил образование в Свободной школе Пенанга.
Активный профсоюзный деятель. Работал первым секретарём филиала Всесингапурского профсоюза работников пожарной охраны и вице-президентом профсоюза работников военно-морской базы Сингапура.
Член партии «Народное действие», в 1956 году избран в ЦК партии ПНД. Был помощником Генерального секретаря партии «Народное действие».
В 1950—1960-х годах был членом Законодательного собрания (1955), позже депутатом парламента Сингапура.
С 5 июня 1959 по 24 сентября 1961 года — первый министр здравоохранения Сингапура. С сентября 1961 по 21 августа 1962 года — министр трудовых ресурсов Сингапура.
Умер после продолжительной болезни.

## Память
- Имя Ахмада бин Ибрагима носят ныне улицы, школы и мечеть.